# Agnieszka Rupniewska
Agnieszka Małgorzata Rupniewska (ur. 17 marca 1986 w Gliwicach) – polska działaczka samorządowa i menedżer, w latach 2024–2025 prezydent Zabrza.

## Życiorys
Absolwentka I Liceum Ogólnokształcącego w Zabrzu oraz Wydziału Prawa i Administracji Uniwersytetu Śląskiego w Katowicach. Ukończyła także studia podyplomowe typu MBA. Początkowo zatrudniona w zabrzańskim urzędzie miejskim, później związana z sektorem prywatnym. Pracowała jako główna specjalistka do spraw prawnych w jednym z przedsiębiorstw. Została też prezesem zarządu spółki z branży przemysłowej.
Przewodniczyła lokalnym strukturom Federacji Młodych Socjaldemokratów, należała do Sojuszu Lewicy Demokratycznej. Z jego rekomendacji bezskutecznie kandydowała w 2010 do sejmiku, w 2006 i 2014 do rady miasta w Zabrzu, a w 2015 do Sejmu. Objęła funkcję prezesa Stowarzyszenia Nowe Zabrze.
W wyborach w 2018 z ramienia Koalicji Obywatelskiej ubiegała się o urząd prezydenta Zabrza, przegrywając w drugiej turze z Małgorzatą Mańką-Szulik (z wynikiem ponad 48% głosów). Uzyskała natomiast mandat radnej miejskiej, pełniła funkcję przewodniczącej klubu radnych KO-Nowe Zabrze. W wyborach samorządowych w 2024 po raz drugi wystartowała na urząd prezydenta miasta (również jako bezpartyjna kandydatka z ramienia Koalicji Obywatelskiej). W pierwszej turze uzyskała najwyższe poparcie, w drugiej turze otrzymała blisko 58% głosów, wygrywając tym razem z Małgorzatą Mańką-Szulik. Urząd prezydenta objęła 7 maja 2024. 
Wkrótce po objęciu przez nią stanowiska kierownictwo miasta podało, że podczas rządów poprzedniej prezydent zadłużenie Zabrza wzrosło o blisko 819 milionów złotych. W celu poprawy sytuacji finansowej zwolniono blisko stu urzędników. Zaplanowano też likwidację czterech linii autobusowych, co wzbudziło kontrowersje wśród mieszkańców. W celu spłaty najpilniejszych zobowiązań pozyskano pożyczkę w wysokości ponad 350 milionów mln złotych, którą przyznał minister finansów.
11 maja 2025 odbyło się referendum lokalne, w wyniku którego Agnieszka Rupniewska została odwołana ze stanowiska prezydenta miasta.